# Ophiostoma neglectum
Ophiostoma neglectum är en svampart som beskrevs av R. Kirschner & Oberw. 1999. Ophiostoma neglectum ingår i släktet Ophiostoma och familjen Ophiostomataceae.   Inga underarter finns listade i Catalogue of Life.